# Serhij Stakhovskyj
Serhij Stakhovskyj, sommetider Sergij Stakhovskij (født 6. januar 1986 i Kyiv, Sovjetunionen) er en ukrainsk tidligere tennisspiller, der blev professionel i 2003. Han har vundet fire ATP-singleturneringer og fire ATP-doubletitler. Hans højeste placering på verdensranglisten var en 31. plads, som blev opnået i september 2010.
I en af kampene i Wimbledon besejrede Stakhovskyj Roger Federer.
Stakhovskyj indstillede tenniskarrieren i januar 2022. Efter Ruslands invasion af Ukraine vendte han tilbage til Ukraine for at forsvare sit land og blive en del af hæren.